# Gigapascal
« GPa » redirige ici. Pour les autres significations, voir GPA.
Cet article court présente un sujet plus développé dans : Pascal (unité).
Le gigapascal, de symbole GPa, est une unité de pression ou de contrainte valant un milliard de pascals (109 Pa).
Le pascal étant identique au newton par mètre carré (N/m2) et au joule par mètre cube (J/m3), le gigapascal peut être qualifié de kilonewton par millimètre carré  ou de joule par millimètre cube :
1 GPa = 1 kN/mm2 = 1 J/mm3.
Par référence à la pression atmosphérique normale (qui vaut environ 1 bar = 105 Pa), le gigapascal peut être relié au kilobar (103 bar), une unité obsolète mais encore utilisée en sciences de la Terre et en science des matériaux :
1 GPa = 10 kbar